# Ernest Schelling
Ernest Schelling (* 26. Juli 1878 in Belvidere (New Jersey); † 8. Dezember 1939 in Manhattan) war ein US-amerikanischer Pianist, Komponist und Dirigent. Schelling schrieb zahlreiche Stücke für Klavier, Orchester und Kammerorchester, die zu seinen Lebzeiten aufgeführt wurden. Sein bekanntestes Werk ist die symphonische Dichtung A Victory Ball.

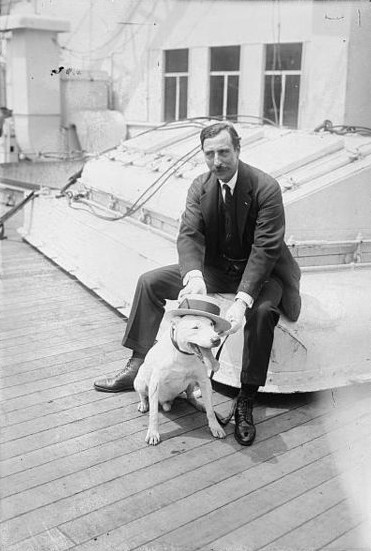
Ernest Schelling

## Leben
Schelling erhielt den ersten Musikunterricht von seinem Vater und hatte seinen ersten Auftritt als Pianist im Alter von vier Jahren in Philadelphia. Mit sieben Jahren setzte er seine musikalische Ausbildung in Paris fort. Als Zwanzigjähriger wurde er der Schüler Ignacy Paderewskis. Mit Beginn des 20. Jahrhunderts führte ihn eine Tournee durch Europa, Nord- und Südamerika, die seinen Ruf als Pianist begründete. Er wurde Hofmusiker der Gräfin zu Mecklenburg-Schwerin und begann in dieser Zeit zu komponieren. 1913 wurde er in das National Institute of Arts and Letters gewählt.
1917 ging er zur United States Army Intelligence und diente während des Ersten Weltkriegs. Er erhielt hohe militärische Auszeichnungen und schied bei Kriegsende im Rang eines Majors aus dem Dienst.
Ab 1924 dirigierte er die „Young People’s Concerts“, die Kinderkonzerte der New Yorker Philharmoniker. Diese große Aufgabe sollte sein ganzes weiteres Leben bestimmen. Die Konzerte waren eine Kombination von Vorträgen, Dias und Beispiele des Orchesters, die Kindern das Verstehen und die Liebe zur Musik näher bringen sollten. Er zog damit durch ganz Amerika von Philadelphia nach Los Angeles bis nach London und Rotterdam.
Von 1936 bis 1938 war Schelling außerdem Musikdirektor des Baltimore Symphony Orchestra.
Schelling organisierte Benefiz-Veranstaltungen für Komponisten, arbeitete für den „Muscians Relief Fund“ (Notleidende Musiker) und war Präsident der Edward MacDowell Association. Er setzte sich für das Bekanntwerden amerikanischer Musik in Europa ein. Anderseits half er, viele europäische Musiker nach Amerika zu holen, so z. B. Enrique Granados, den er unter seine Fittiche nahm.